# KNSB-Kernploeg

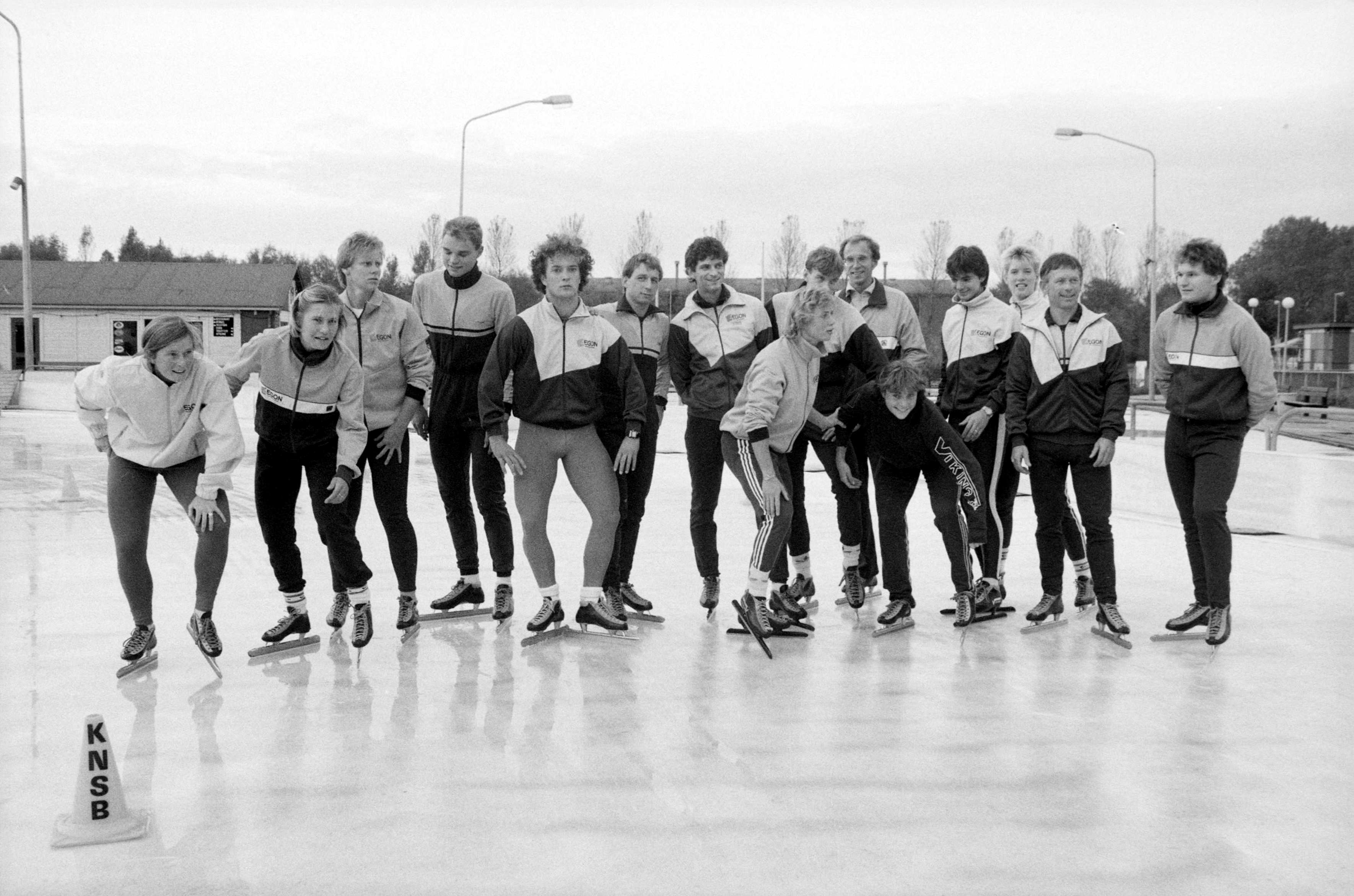
De kernploeg traint op Kennemer ijsbaan in 1985 met Hein Vergeer, Henk Gemser, Ab Krook, Yep Kramer, Yvonne van Gennip en Ria Visser.

De KNSB-Kernploeg was een schaatsploeg van de Koninklijke Nederlandsche Schaatsenrijders Bond.
De kernploeg was onderverdeeld in subploegen met een trainer. In 1995 ontstond er een conflict met de schaatsbond en stapte onder anderen Rintje Ritsma uit de kernploeg. Na seizoen 2001/2002 werden de kernploegen afgeschaft en ontstonden er zogenoemde commerciële schaatsploegen.
Ritsma sprak na het NK Allround 2016 zijn zorgen uit over de keerzijde van het commerciële schaatsen waarbij langeafstandrijders die in het gewest of een regionaal trainingscentrum trainen niet de faciliteiten krijgen die ze nodig hebben. De KNSB zou hiervoor een vangnet moeten creëren zoals het vroegere Opleidingsteam en de KNSB Regiotop. In 2018/2019 werd er een Topsport Trainingsgroep gecreëerd voor rijders die geen commerciële ploeg vonden.

## Samenstelling KNSB-kernploegen seizoen 2001/2002

### KernploegIngrid Paul
- Barbara de Loor;
- Wieteke Cramer;
- Brigt Rykkje;
- Jelmer Beulenkamp;
- Jeroen Straathof;
- Jarno Meijer;
- Frouke Oonk;
- Emiel de Jager.

### KernploegGerard Kemkers
- Renate Groenewold;
- Andrea Nuyt;
- Carl Verheijen;
- Jochem Uytdehaage;
- Sicco Janmaat;
- Jeroen Hairwassers.